# Roma Szeretetszolgálat
A Roma Szeretetszolgálat 2013-ban alakult magyarországi alapítvány, amelyet a Cigány Tudományos és Identitásőrző Szövetség tagjai hoztak létre. Célja a Magyarországon és más országokban élő hátrányos helyzetű emberek támogatása, megsegítése származástól, nemzetiségtől, vallástól és bőrszíntől függetlenül. Az alapítvány elnöke Ifj. Rostás-Farkas György. Tevékenysége a humanitárius segítségnyújtástól a katasztrófamentésig, a hátrányos helyzetű romák és nem romák, menekültek, nagycsaládosok, hajléktalanok, drogfüggők megsegítésétől kezdve, a fogyatékkal élők rehabilitációs programjáig számos egyéb és humanitárius fejlesztési szakterületet fog át.
Feladata továbbá a katasztrófa sújtotta személyek támogatása, a családsegítés, az időskorúak gondozása ellátása, a hátrányos helyzetű csoportok társadalmi esélyegyenlőségének elősegítése.

## Tevékenységek
- Szociális tevékenység, hátrányos helyzetű fiatalok képzése,nevelése,oktatása, felzárkóztatása
- Tanoda működtetése, komplex fejlesztés és tehetséggondozás
- Időskorúak gondozása,egészségügyi ellátások hajléktalan,idős és szenvedélybetegek ellátása
- Betegszállítás
- Ismeretterjesztés, kulturális tevékenység
- Adománygyűjtés-osztás
- Kulturális örökség megóvása, műemlékvédelem
- Gyermek- és ifjúságvédelem: gyermekek és családok ellátása
- Hátrányos helyzetű csoportok társadalmi esélyegyenlőségének elősegítése
- Emberi- és állampolgári jogok védelme, a magyarországi kisebbségekkel különös tekintettel a roma kisebbséggel szemben, valamint a határon túli magyarsággal kapcsolatos tevékenység
- Jogsegélyszolgálat működtetése
- Önkéntes tűzoltás,  katasztrófa-elhárítás, mentés, rehabilitációs foglalkoztatás
- Munkaerőpiacon hátrányos helyzetű rétegek képzésének foglalkoztatásának elősegítése, ideértve a munkaerő kölcsönzést és a hozzá kapcsolódó szolgáltatások,
- Euro-atlanti integráció elősegítése, inkulturáció
- Ár- és belvízvédelem ellátásához kapcsolódó tevékenység
- Drog- és bűnmegelőzés, áldozatvédelem, egészségügyi szolgáltatások biztosítása
- Könyv-, lap-, film- és hanglemezkiadás
- A cigány kultúra értékes elemeinek megismertetése a nem cigányokkal
- A cigány nyelv fejlesztése, szótárak, újság, nyelvtankönyvek, filmes dokumentáció, dokumentumfilmek, internetes weblap készítése
- A cigány nyelv és kultúra ápolás
- Cigány – magyar (kétnyelvű) tudományos és művészeti alkotások  kiadása
- Iskolai oktatáshoz tankönyvek, segédanyagok kiadása, melyek elősegítik a cigány kultúra fejlődését, felzárkózását az európai kultúrához